# Christ Church (Oxford)

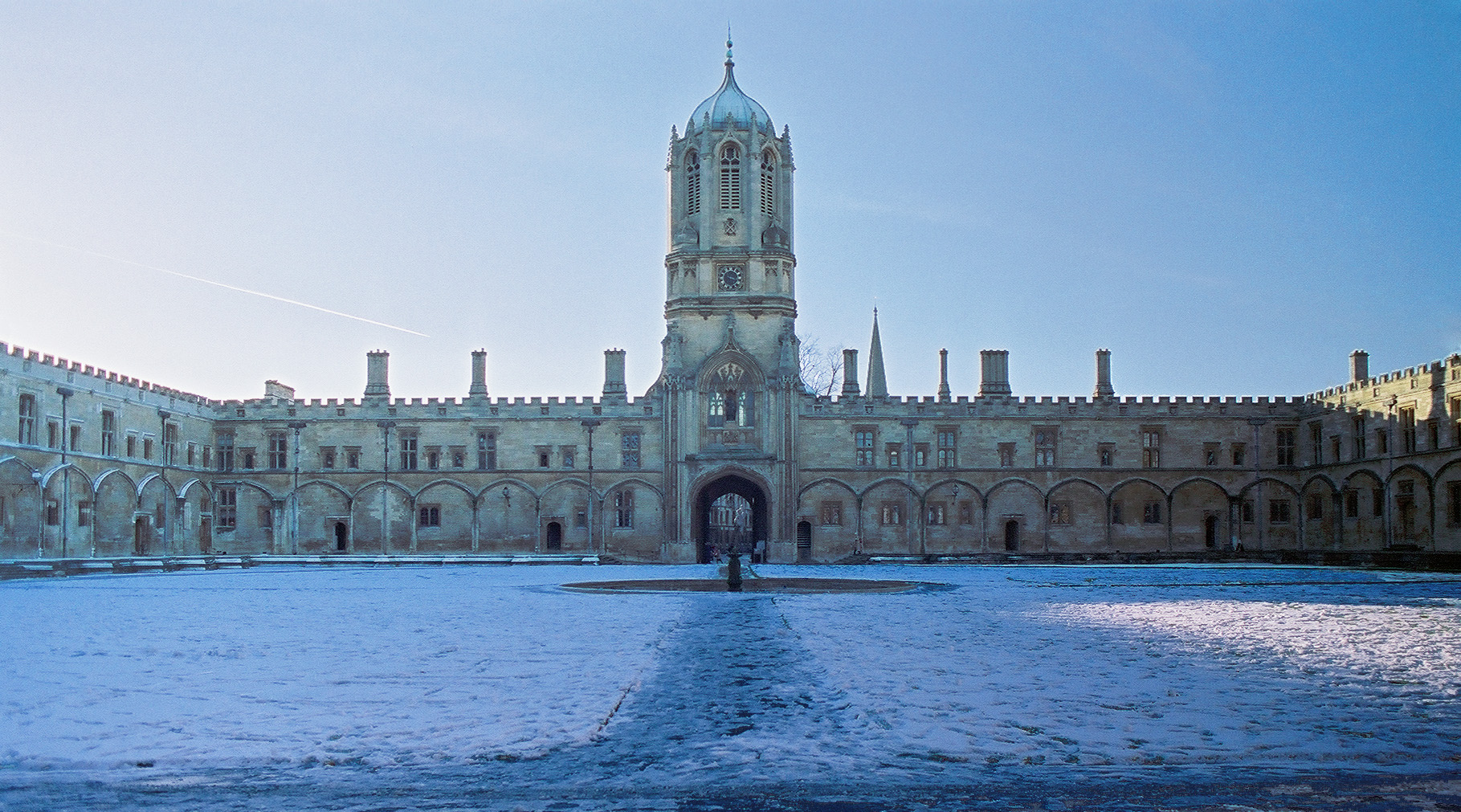
Christ Church v Oxfordu

Christ Church (latinský název Ædes Christi – Kristův dům) je jedna z největších kolejí Oxfordské univerzity v Anglii. Je také katedrálním kostelem oxfordské diecéze. V katedrále působí známý mužský a chlapecký sbor. Katedrála byla založena jako převorství svaté Frideswidy, které bylo domovem augustiniánských kanovníků do doby rušení anglických klášterů Jindřichem VIII.
Na této koleji studovalo třináct britských premiérů, což je více než na ostatních kolejích v Oxfordu nebo Cambridge.
Christ Church je také iniciátorem vzniku univerzitní koleje v Readingu, která se později stala samostatnou Readingskou univerzitou.
Kolej založil Thomas Wolsey, lord kancléř a arcibiskup z Yorku, zrušením opatství svaté Frideswidy a založením kardinálské koleje. Pro vznik této koleje byly použity prostředky získané zrušením Wallingfordského převorství a jiných menších převorství. Plánoval výstavbu velkolepé koleje, ale než tento záměr mohl dokončit, upadl v nemilost.
Roku 1531 byla tato kolej zrušena a následující rok obnovena jako kolej krále Jindřicha VIII., kterému připadl majetek zabavený po smrti Wolseye. Roku 1546 se král rozešel s římskokatolickou církví, zrušením klášterů získal obrovské bohatství, obnovil kolej jako Christ Church, začlenil ji do Anglikánské církve a ustanovil ji jako katedrálu nedávno založené oxfordské diecéze.